# كيت وليامز (مؤرخة)
كيت وليامز (بالإنجليزية: Kate Williams)‏ هي مقدمة تلفزيونية ومؤرخة بريطانية، ولدت في 1974.

## وصلات خارجية
- الموقع الرسمي
- كيت وليامز على موقع IMDb (الإنجليزية)
- كيت وليامز على موقع قاعدة بيانات الفيلم (الإنجليزية)